# تصفيات كأس العالم 2006 – أوروبا المجموعة 1
المجموعة الأولى من تصفيات أوروبا المؤهلة إلى بطولة كأس العالم لكرة القدم 2006 في ألمانيا ضمت منتخبات أندورا، أرمينيا، التشيك، فنلندا، مقدونيا، رومانيا، وهولندا .
حقق منتخب هولندا المركز الأول وتأهل مباشرة إلى بطولة كأس العالم بينما احتل منتخب التشيك المركز الثاني وانتقل إلى الملحق الأوروبي .

## الترتيب
| المنتخب        | لعب | الفوز | التعادل | الخسارة | له | عليه | الفارق | النقاط |
| -------------- | --- | ----- | ------- | ------- | -- | ---- | ------ | ------ |
| هولندا         | 12  | 10    | 2       | 0       | 27 | 3    | +24    | 32     |
| جمهورية التشيك | 12  | 9     | 0       | 3       | 35 | 12   | +23    | 27     |
| رومانيا        | 12  | 8     | 1       | 3       | 20 | 10   | +10    | 25     |
| فنلندا         | 12  | 5     | 1       | 6       | 21 | 19   | +2     | 16     |
| مقدونيا        | 12  | 2     | 3       | 7       | 11 | 24   | −13    | 9      |
| أرمينيا        | 12  | 2     | 1       | 9       | 9  | 25   | −16    | 7      |
| أندورا         | 12  | 1     | 2       | 9       | 4  | 34   | −30    | 5      |

## النتائج
| مقدونيا                                                     | 3 – 0     | أرمينيا |
| ----------------------------------------------------------- | --------- | ------- |
| غوران بانديف 5' · أرتيم شاكيري 37' · فيليتش شوموليكوسكي 90' | (التقرير) |         |

| رومانيا                             | 2 – 1     | فنلندا                |
| ----------------------------------- | --------- | --------------------- |
| أدريان موتو 50' · فلورنتن بيتري 90' | (التقرير) | أليكسي إيريمنكو 90+3' |

| فنلندا                                      | 3 – 0     | أندورا |
| ------------------------------------------- | --------- | ------ |
| أليكسي إيريمنكو 42' 64' · آكي رييهيلاتي 58' | (التقرير) |        |

| رومانيا                            | 2 – 1     | مقدونيا              |
| ---------------------------------- | --------- | -------------------- |
| دانييل بانكو 15' · أدريان موتو 88' | (التقرير) | ألكساندر فاسوسكي 70' |

| أندورا                     | 1 – 5     | رومانيا                                                         |
| -------------------------- | --------- | --------------------------------------------------------------- |
| مارك بويول 28' (ركلة جزاء) | (التقرير) | فلورين سيرنات 1' 17' · دانييل بانكو 5' 83' · ماريوس نيكولاي 70' |

| هولندا                   | 2 – 0     | جمهورية التشيك |
| ------------------------ | --------- | -------------- |
| بيير فان هويدونك 34' 84' | (التقرير) |                |

| أرمينيا | 0 – 2     | فنلندا                                   |
| ------- | --------- | ---------------------------------------- |
|         | (التقرير) | ميكائيل فورسيل 24' · أليكسي إيريمنكو 67' |

| جمهورية التشيك | 1 – 0     | رومانيا |
| -------------- | --------- | ------- |
| يان كولر 36'   | (التقرير) |         |

| فنلندا                                  | 3 – 1     | أرمينيا              |
| --------------------------------------- | --------- | -------------------- |
| شيفكي كوكي 9' 87' · أليكسي إيريمنكو 28' | (التقرير) | أرمين شاهغيلديان 32' |

| مقدونيا                            | 2 – 2     | هولندا                           |
| ---------------------------------- | --------- | -------------------------------- |
| غوران بانديف 45' · أكو ستويكوف 71' | (التقرير) | ويلفريد بوما 42' · ديرك كاوت 65' |

| أندورا          | 1 – 0     | مقدونيا |
| --------------- | --------- | ------- |
| مارك بيرنوس 60' | (التقرير) |         |

| أرمينيا | 0 – 3     | جمهورية التشيك                      |
| ------- | --------- | ----------------------------------- |
|         | (التقرير) | يان كولر 3' 75' · توماس روزيسكي 30' |

| هولندا                                     | 3 – 1     | فنلندا          |
| ------------------------------------------ | --------- | --------------- |
| ويسلي شنايدر 39' · رود فان نستلروي 41' 63' | (التقرير) | تيمو تاينيو 13' |

| مقدونيا | 0 – 2     | جمهورية التشيك                       |
| ------- | --------- | ------------------------------------ |
|         | (التقرير) | فراتيسلاف لوكفينك 88' · يان كولر 90' |

| أرمينيا           | 1 – 1     | رومانيا            |
| ----------------- | --------- | ------------------ |
| كارين دوخويان 60' | (التقرير) | سيبريان ماريكا 29' |

| أندورا | 0 – 3     | هولندا                                             |
| ------ | --------- | -------------------------------------------------- |
|        | (التقرير) | فيليب كوكو 21' · أرين روبين 31' · ويسلي شنايدر 78' |

| مقدونيا | 0 – 0     | أندورا |
| ------- | --------- | ------ |
|         | (التقرير) |        |

| جمهورية التشيك                                                             | 4 – 3     | فنلندا                                                      |
| -------------------------------------------------------------------------- | --------- | ----------------------------------------------------------- |
| ميلان باروش 7' · توماس روزيسكي 34' · يان بولاك 58' · فراتيسلاف لوكفينك 87' | (التقرير) | ياري ليتمانن 46' · آكي رييهيلاتي 73' · جوناتان يوهانسون 79' |

| أرمينيا                                 | 2 – 1     | أندورا             |
| --------------------------------------- | --------- | ------------------ |
| آرا هاكوبيان 30' · روميك خاتشاتريان 73' | (التقرير) | فيرناندو سيلفا 56' |

| رومانيا | 0 – 2     | هولندا                        |
| ------- | --------- | ----------------------------- |
|         | (التقرير) | فيليب كوكو 1' · ريان بابل 84' |

| أندورا | 0 – 4     | جمهورية التشيك                                                                                              |
| ------ | --------- | --- |
|        | (التقرير) | ماريك يانكولوفسكي 31' (ركلة جزاء) · ميلان باروش 40' · فراتيسلاف لوكفينك 53' · توماس روزيسكي 92' (ركلة جزاء) |

| مقدونيا          | 1 – 2     | رومانيا               |
| ---------------- | --------- | --------------------- |
| غوران مازنوف 31' | (التقرير) | نيكولاي ميتيا 18' 58' |

| هولندا                                  | 2 – 0     | أرمينيا |
| --------------------------------------- | --------- | ------- |
| روميو كاستيلين 3' · رود فان نستلروي 33' | (التقرير) |         |

| جمهورية التشيك | 8 – 1     | أندورا            |
| --- | --------- | ----------------- |
| فراتيسلاف لوكفينك 12' 92' · يان كولر 30' · فلاديمير سميتشر 37' · توماش غالاسيك 52' · ميلان باروش 79' · توماس روزيسكي 84' · يان بولاك 86' | (التقرير) | غابرييل رييرا 36' |

| أرمينيا               | 1 – 2     | مقدونيا                          |
| --------------------- | --------- | -------------------------------- |
| إدغار مانوتشاريان 55' | (التقرير) | غوران بانديف 29' (ركلة جزاء) 47' |

| هولندا                         | 2 – 0     | رومانيا |
| ------------------------------ | --------- | ------- |
| أرين روبين 26' · ديرك كاوت 47' | (التقرير) |         |

| جمهورية التشيك                                                 | 6 – 1     | مقدونيا          |
| -------------------------------------------------------------- | --------- | ---------------- |
| يان كولر 41' 45' 48' 52' · توماس روزيسكي 73' · ميلان باروش 87' | (التقرير) | غوران بانديف 13' |

| رومانيا                                 | 3 – 0     | أرمينيا |
| --------------------------------------- | --------- | ------- |
| أوفيديو بيتري 29' · جورجي بوكور 40' 78' | (التقرير) |         |

| فنلندا | 0 – 4     | هولندا                                                                    |
| ------ | --------- | ------------------------------------------------------------------------- |
|        | (التقرير) | رود فان نستلروي 36' · ديرك كاوت 76' · فيليب كوكو 85' · روبن فان بيرسي 87' |

| مقدونيا | 0 – 3     | فنلندا                                   |
| ------- | --------- | ---------------------------------------- |
|         | (التقرير) | أليكسي إيريمنكو 8' 45' · بولوس رويها 87' |

| رومانيا             | 2 – 0     | أندورا |
| ------------------- | --------- | ------ |
| أدريان موتو 29' 41' | (التقرير) |        |

| أندورا | 0 – 0     | فنلندا |
| ------ | --------- | ------ |
|        | (التقرير) |        |

| رومانيا             | 2 – 0     | جمهورية التشيك |
| ------------------- | --------- | -------------- |
| أدريان موتو 28' 56' | (التقرير) |                |

| أرمينيا | 0 – 1     | هولندا              |
| ------- | --------- | ------------------- |
|         | (التقرير) | رود فان نستلروي 64' |

| جمهورية التشيك                                        | 4 – 1     | أرمينيا          |
| ----------------------------------------------------- | --------- | ---------------- |
| ماريك هاينز 47' · يان بولاك 52' 76' · ميلان باروش 58' | (التقرير) | آرا هاكوبيان 85' |

| فنلندا                                                              | 5 – 1     | مقدونيا          |
| ------------------------------------------------------------------- | --------- | ---------------- |
| ميكائيل فورسيل 10' 12' 61' · هانيو تيهينن 41' · أليكسي إيريمنكو 54' | (التقرير) | غوران مازنوف 48' |

| هولندا                                                             | 4 – 0     | أندورا |
| ------------------------------------------------------------------ | --------- | ------ |
| رافائيل فان در فارت 23' · فيليب كوكو 27' · رود فان نستلروي 43' 89' | (التقرير) |        |

| فنلندا | 0 – 1     | رومانيا                     |
| ------ | --------- | --------------------------- |
|        | (التقرير) | أدريان موتو 41' (ركلة جزاء) |

| جمهورية التشيك | 0 – 2     | هولندا                                    |
| -------------- | --------- | ----------------------------------------- |
|                | (التقرير) | رافائيل فان در فارت 31' · باري أوبدام 38' |

| أندورا | 0 – 3     | أرمينيا                                           |
| ------ | --------- | ------------------------------------------------- |
|        | (التقرير) | أوسكار سونيخي 40' (بالخطأ) · آرا هاكوبيان 52' 62' |

| فنلندا | 0 – 3     | جمهورية التشيك                                      |
| ------ | --------- | --------------------------------------------------- |
|        | (التقرير) | توماس جون 6' · توماس روزيسكي 51' · Mماريك هاينز 58' |

| هولندا | 0 – 0     | مقدونيا |
| ------ | --------- | ------- |
|        | (التقرير) |         |

## الهدافون
| المركز | اللاعب            | المنتخب        | عدد الأهداف |
| ------ | ----------------- | -------------- | ----------- |
| 1      | يان كولر          | جمهورية التشيك | 9           |
| 1      | رود فان نستلروي   | هولندا         | 9           |
| 3      | أليكسي إيريمنكو   | فنلندا         | 8           |
| 3      | أدريان موتو       | رومانيا        | 8           |
| 5      | توماس روزيسكي     | جمهورية التشيك | 6           |
| 6      | ميلان باروش       | جمهورية التشيك | 5           |
| 6      | فراتيسلاف لوكفينك | جمهورية التشيك | 5           |
| 6      | غوران بانديف      | مقدونيا        | 5           |
| 6      | فيليب كوكو        | هولندا         | 5           |
| 10     | يان بولاك         | جمهورية التشيك | 4           |
| 10     | ميكائيل فورسيل    | فنلندا         | 4           |
| 12     | ديرك كاوت         | هولندا         | 3           |
| 12     | دانييل بانكو      | رومانيا        | 3           |